# Pablo Aimar
Pablo César Aimar (sinh ngày 3 tháng 11 năm 1979 tại Río Cuarto, Córdoba) là một cựu cầu thủ bóng đá chuyên nghiệp người Argentina và hiện là trợ lý huấn luyện viên của Đội tuyển Argentina đã vô địch World Cup 2022. Aimar cao 1m70, nặng 62 kg chơi ở vị trí tiền vệ tấn công và được biết đến như một cầu thủ với lối chơi đầy chất kỹ thuật Nam Mỹ và cũng là một trong những cầu thủ chơi sáng tạo nhất khi còn chơi ở Giải vô địch bóng đá quốc gia Tây Ban Nha-La Liga. Anh có một cái chân phải rất điêu luyện.
Pablo Aimar còn có biệt danh là "Chú hề nhỏ" (El payaso) hay "Ảo thuật gia" (El Mago) bởi vì tiền vệ có khuôn mặt thiên thần này nổi tiếng với những trò quỷ quyệt và thủ đoạn trên sân cỏ, trong đó David Beckham suýt trở thành "nạn nhân" của Pablo Aimar. Người hâm mộ Valencia còn đặt cho anh nhiều biệt danh khác như El Cai, El Pibe dù vậy, bản thân anh muốn được gọi là "Người tình" (El Amante) vì những tình cảm của mình dành cho đội bóng Valencia khi còn chơi cho đội bóng này. Sau nhiều năm sinh sống và làm việc tại Tây Ban Nha, Pablo Aimar chính thức được công nhận là công dân châu Âu.
Huyền thoại bóng đá người Argentina, Diego Maradona từng tuyên bố cầu thủ có khuôn mặt thiên thần này sẽ là người kế thừa xuất sắc vị trí của mình tại đội tuyển quốc gia và là truyền nhân của mình. Báo giới cũng từng coi anh là một "Maradona mới" của bóng đá Argentina, vì lối chơi và những động tác kỹ thuật siêu đẳng không kém gì so với Maradona. Dù được đặt rất nhiều hy vọng để trở thành một cầu thủ lớn nhưng Pablo Aimar là cầu thủ Nam Mỹ điển hình cho cái dớp "khôn nhà dại chợ" khi không thi đấu nổi bật trong màu áo của đội tuyên quốc gia. ngoài ra vì thể lực kém cộng với khả năng thích ứng lối chơi không tốt đã làm hạn chế đi nhiều khả năng của Aimar.

## Sự nghiệp cấp câu lạc bộ

### River Plate
Pablo Aimar trưởng thành từ lò đào tạo của câu lạc bộ River Plate của Argentina. Sự nghiệp thi đấu của Aimar bắt đầu từ năm 16 tuổi khi anh lần đầu tiên khoác áo câu lạc bộ River Plate và được đánh giá là một trong những tài năng trẻ sáng giá nhất của bóng đá Argentina. Anh đã nhanh chóng nổi lên như một trong những tài năng hứa hẹn nhất ở xứ sở tango khi mới 17 tuổi. Pablo Aimar đã bỏ lỡ cơ hội trở thành một bác sĩ để theo nghiệp quần đùi áo số, anh cũng từng được coi là một thần đồng bóng đá ở xứ này.
Sau những màn trình diễn xuất sắc tại Argentina, anh đã lọt vào tầm ngắm của câu lạc bộ Valencia và đến năm 2001, chuyển đến Valencia sau 5 mùa giải chói sáng trong màu áo "dòng sông bạc" River Plate với phí chuyển nhượng lên đến 24 triệu euro và chính thức thi đấu tại La Liga trong kỳ chuyển nhượng mùa đông mùa giải 2000-2001.

### Valencia
Những năm tháng thi đấu trong màu áo của Valencia là khoảng thời gian rực rỡ nhất trong sự nghiệp thi đấu của Aimar và nơi đây cũng là đỉnh cao phong độ của anh. Huấn luyện viên Benitez đã có công trong việc đưa anh về đây 

#### Thời kỳ hoàng kim
Vào năm 2001, Aimar lần đầu tiên chuyển đến đầu quân cho câu lạc bộ Valencia với giá lên đến 24 triệu Euro và tiền vệ người Argentina đã thi đấu xuất sắc, góp công lớn giúp Los Che (biệt danh của Valencia) giành 2 chức vô địch La Liga ở mùa bóng 2001 - 2002, 2003 - 2004 và giành ngôi quán quân UEFA Cup mùa giải 2003- 2004 làm nên một cú đúp ngoạn mục và oanh liệt trong năm 2004. Aimar cũng tiếp tục tỏa sáng và là người có công lớn đã giúp Valencia lần thứ hai liên tiếp lọt vào trận chung kết Champions League. Dưới thời của huấn luyện viên Rafael Benítez, Aimar được xem là linh hồn của đội bóng Valencia. Sau này David Villa cũng được coi là Aimar mới của Valencia điều đó đủ thấy vị trí của anh trong lòng người hâm mộ.
Trận đấu ra mắt đầu tiên của anh cho Valencia là khi Valencia tiếp đội bóng được xem là đại gia Manchester United (MU) trên sân Mestalla vào ngày 14 tháng 2 năm 2001. Với anh, kỷ niệm lần đầu ra mắt năm 2001 ấy không bao giờ phai nhạt. Anh phát biểu: "Tôi giữ mãi hình ảnh đẹp tuyệt ấy, giữa một đấu trường tuyệt vời nhất thế giới ở đẳng cấp câu lạc bộ và trước một đội bóng vĩ đại nhất thế giới. Từ đó, tôi nhận ra sự tuyệt vời mà Valencia mang lại và tôi đã yêu Valen với một niềm tin tôi sẽ chơi một thứ bóng đá hay hơn nữa cho Mestalla".
Nhìn chung, thành tích thi đấu của anh thật đáng ghi nhận với gần 200 trận trong màu áo Valencia trong khoảng thời gian 5 năm rưỡi, ghi được 40 bàn thắng và được xem là công thần hàng đầu của câu lạc bộ này Trong đó, Aimar đã đá 150 trận ở Primera Liga, 36 trận đá ở các cúp của UEFA và 196 trận ở Cúp nhà Vua. Những đóng góp của anh thật sự đã tạo nên sự khác biệt của đội bóng, anh luôn chơi như một kẻ lên đồng giữa đội hình Valencia bén nhọn như lưỡi dao và liên tục được chọn vào đội hình tiêu biểu.
Aimar cũng đã cùng Valencia giành được chuỗi danh hiệu gồm hai chức vô địch La Liga, một cúp UEFA, một siêu cúp châu Âu và một chức á quân Champion League. Với anh, 5 năm với Valen là 5 năm lý tưởng nhất trong cuộc sống bóng đá của mình, thời gian ấy đủ để biến anh thành một Valencianismo (người yêu Valencia).
Với khoảng thời gian 5 năm gắn bó với Valencia và trong 2/3 quãng thời gian đó được xem như là linh hồn của đội bóng dưới triều đại của Benitez, nhưng anh không được trọng dụng sau khi Benítez ra đi, huấn luyện viên mới là Quique Flores cảm thấy cần thay đổi cách chơi bóng của Los Che và Aimar không nằm trong kế hoạch chiến lược của huấn luyện viên này, chính điều này góp tạo nên sự bất đồng với một số thành viên trong ban lãnh đạo câu lạc bộ mà cụ thể là huấn luyện viên Flores, và hệ quả là anh phải rời bỏ Valencia.

#### Những vấn đề do chấn thương
Trong những năm tháng thi đấu tại Valencia, bên cạnh những vinh quang và thăng hoa thì tiền vệ nhỏ con này còn gặp phải những vấn đề nghiêm trọng do chất thương gây ra. Dù bị ám ảnh bởi chấn thương, anh vẫn trở thành một thần tượng tại sân Mestalla. Điển hình là trong một trận thi đấu giữa Valencia và Atletico Madrid, sau một pha không chiến tranh chấp bằng đầu với hậu vệ đối phương là Pablo Ibanez ở phút thứ hai, Aimar đã làm cho toàn bộ những người có mặt trên sân lo lắng khi bị ngất xỉu và tiền vệ người Argentina này phải vào ngay bệnh viện. Và chấn thương này đã khiến chàng tiên vệ kiến thiết nhỏ con này phải vắng mặt trong trận đấu giữa Valencia và Inter Milan trong khuôn khổ Champions League tại San Siro.
Ngoài ra thì trong thời gian khi còn chơi cho Valencia, ngay trong lúc cuộc đua tam mã đến chiếc vé vào thẳng vòng bảng Champions League mùa tiếp theo đang gay cấn giữa Valencia, Real Mandrid và Osasuna đang vào hồi quyết liệt nhất thì Pablo Aimar lại bị mắc chứng viêm màng não. Sau khi bị sốt và đau đầu kéo dài, Pablo Aimar đã được đưa vào bệnh viện để khám bệnh và mọi thứ làm cho anh thấy bất ngờ khi theo chẩn đoán của các bác sĩ, anh đã bị phải virus viêm màng não. Tại thời điểm đó, căn bệnh này nguy hiểm đến nổi có thể làm cho anh không được chơi được nữa. Tuy nhiên dạng bệnh mà anh mắc phải là dạng viêm màng não lành tính, không lây nhiễm và không để lại di chứng lâu dài và đến nay thì anh đã hoàn toàn hồi phục mà không để lại di chứng nào.
Sau những chấn thương kéo theo sự giảm sút phong độ và đặc biệt là không được trọng dụng trong sơ đồ chiến thuật của huấn luyện viên mới, trước đó, anh đá chính 28 trận cho Valencia nhưng chấn thương khiến Aimar mất phong độ và dần không được huấn luyện viên Quique Sanchez tin dùng ở giai đoạn cuối mùa giải. Pablo Aimar đã quyết định chia tay với câu lạc bộ Valencia khi anh đang ở tuổi 26.

#### Bất đồng với huấn luyện viên
Việc Aimar quyết tâm ra đi bên ngoài yếu tố phong độ còn là lý do về chiến thuật, theo đó do không được ra sân thường xuyên, điều đó khiến anh đã tỏ ra bất mãn với huấn luyện viên (đặc biệt là khi Claudio Ranieri lên cầm quyền) và đòi được ra đi. Trong mùa bóng 2004, anh chỉ được ra sân chính thức 9 lần kể từ đầu mùa điều đó đã làm anh hậm hực. Tâm sự với tờ Daily Star của Anh, Aimar phát biểu:
"Tôi cảm thấy không hạnh phúc tại Mestalla. Không thể hiểu tại sao tôi lại không được sử dụng thường xuyên. Tôi đã hỏi Ranieri nhưng ông ấy không nói rõ lý do vì sao. Rõ ràng, tôi không phải là một phần trong kế hoạch của ông ấy".
Trong mùa bóng này, Ranieri thường xuyên sử dụng đội hình 4-4-2 và hàng tiền vệ bốn người giăng ngang không có chỗ cho cầu thủ dẫn dắt trên sân. Cách sắp xếp nhân sự này khác hẳn so với đội hình 4-5-1 của Benítez - sơ đồ luôn có sự hiện diện của một hộ công (và thường là vị trí của Aimar) chính điều đó làm Aimar thường phải ngồi dự bị cho cầu thủ trẻ Sissoko vì Ranieri không thích mẫu cầu thủ thích chơi kỹ thuật nhưng không biết phòng ngự như Aimar.
Trong thời gian này, câu lạc bộ có tiếng tăm ở Anh là Liverpool dưới thời của huấn luyện viên Benítez (huấn luyện viên cũ của anh) cũng đã từng có ý định đưa cầu thủ này về sân Alfield khi đã có những liên hệ trước đó với anh vào tháng 1 nhưng không thành công và tiếp tục coi "chú hề nhỏ" là mục tiêu chuyển nhượng hàng đầu trong mùa hè năm đó. Tại thời điểm đó thì bản thân Aimar cũng mong muốn thi đấu cho câu lạc bộ này. Anh từng phát biểu với báo giới rằng anh muốn đến Liverpool vì "Rafael Benítez là một huấn luyện viên tuyệt vời, một người rất hiểu tôi. Liverpool là một nơi lý tưởng để đến nếu như tương lai của tôi ở đây không được đảm bảo. Theo quan sát của tôi, Premiership là giải vô địch hay nhất châu Âu bên cạnh Liga, và tôi nghĩ rằng mình sẽ không gặp phải vấn đề gì trong việc hòa nhập với nó". Khi Benitez còn dẫn dắt Valencia, Aimar luôn là một trong những trụ cột của đội bóng này.
Mặc dù vậy, anh đã không đến Liverpool mà đầu quân cho câu lạc bộ Real Zaragoza. Câu lạc bộ này thực sự muốn có được tiền vệ sáng tạo người Argentina này khi đồng ý trả đúng mức giá mà Valencia đề nghị (trong quá trình thương lượng, Valencia đòi mức giá là 12 triệu Euro, tuy nhiên đội bóng Zaragoza chào giá là 10 triệu Euro ). Không còn được tin cậy tại Valencia và mất suất đá chính ở đội tuyển quốc gia, Pablo Aimar đã quyết định tìm đến Zaragoza để vãn hồi sự nghiệp. Các cổ động viên của Valencia đều cảm thấy bất ngờ khi cầu thủ con cưng của họ thông báo đã hoàn tất thủ tục ký hợp đồng thi đấu bốn năm với Real Zaragoza với giá trị theo hợp đồng lên đến 11 triệu Bảng Anh. Với bản hợp đồng này, anh trở thành một trong những cầu thủ có mức giá chuyển nhượng cao nhất trong lịch sử câu lạc bộ Zaragoza.

### Real Zaragoza
Việc Aimar, một trong những tiền vệ sáng tạo nhất của La Liga và là cầu thủ trụ cột của Valencia bất ngờ chia tay câu lạc bộ để chuyển đến Real Zaragoza, một đội bóng được xem là ít tên tuổi hơn so với đội bóng cũ và tất nhiên càng không phải là "đại gia" của La Liga thật sự gây nhiều bất ngờ cho báo giới, người hâm mộ và giới chuyên môn ở Tây Ban Nha.
Không ai nghĩ đích đến của anh lại là Real Zaragoza, bởi đã có rất nhiều tin đồn về việc anh sẽ chuyển đến Liverpool, câu lạc bộ do ông thầy cũ rất hiểu anh là Rafael Benítez làm huấn luyện viên trưởng. Trước đó, trên trang web của câu lạc bộ, Zaragoza đã liên tục khẳng định đã có được chữ ký của Aimar và tiền vệ sáng tạo người Argentina sẽ sớm ra mắt trong màu áo mới, dù việc thương lượng chưa hoàn tất. Mặc dù vậy, nhưng những chấn thương liên miên và sự sa sút phong độ, không được sự tin tưởng của huấn luyện viên và cần một miền đất mới để phục hồi sự nghiệp, cộng thêm với giá trị khá lớn của bản hợp đồng và sự săn đón của Zaragoza, Aimar đã đến nơi đây và khoác áo Zaragoza trong 3 mùa bóng tiếp theo tại La Liga.
Zaragoza đã phải bỏ ra khoảng 11 triệu euro để có được sự phục vụ của Pablo Aimar, đồng thời theo bản hợp đồng mới ký, Zaragoza sẽ trả cho Aimar 1 triệu euro mỗi năm và anh sẽ khoác áo câu lạc bộ này trong vòng 4 năm. Hình thức của hợp đồng là chuyển nhượng tự do và Aimar không bị bó hẹp về vấn đề luật lệ với câu lạc bộ cũ. Câu lạc bộ xứ Aragon đánh giá đây là một trong những hợp đồng quan trọng nhất trong lịch sử câu lạc bộ hay "vụ chuyển nhượng quan trọng nhất trong lịch sử" việc này sẽ khiến chữ ký của anh sẽ trở thành một trong những chữ ký quan trọng nhất trong lịch sử Zaragoza. Tại Zaragoza, Aimar vẫn được chơi bên cạnh nhiều cầu thủ Nam Mỹ, trong đó có cả đồng hương Milito và Andres D"Alessandro (chuyển về theo hợp đồng cho mượn từ Wolfsburg), hậu vệ Sergio Fernandez.
Việc Aimar về Zaragoza cũng nằm trong chiến lược của câu lạc bộ, huấn luyện viên mới Victor Fernandez đã có một loạt sự tăng cường lực lượng nhằm cải thiện thành tích khiêm tốn của câu lạc bộ. Trong con mắt của nhiều nhà chuyên môn, chấp nhận đến một câu lạc bộ hạng trung bình như Zaragoza là bước lùi trong sự nghiệp nhiều vinh quang của Aimar. Tuy vậy, việc Aimar đến Zaragoza xem như anh đã có được bến đỗ mới của mình, đây được coi như một cơ hội đối với tiền vệ này.
Tại Zaragoza, Aimar với vai trò là một thủ lĩnh dẫn dắt lối chơi, đội bóng đã có những bước tiến mạnh mẽ nhờ lối chơi đậm đặc chất Nam Mỹ. Cùng với những người đồng hương như anh em Gabriel Milito và Diego Milito, Aimar chính là một trong những cầu thủ Zaragoza góp mặt nhiều nhất trên sân với 932 phút thi đấu.
Việc ra sân 12/12 trận trong đội hình xuất phát (chỉ nghỉ 2 trận do chấn thương) chứng minh tầm quan trọng của Aimar trong lối chơi tấn công cởi mở mà huấn luyện viên Fernandez đang theo đuổi. Aimar được hồi sinh và nhanh chóng trở thành một trong những cầu thủ trụ cột của câu lạc bộ này, đánh dấu bằng việc giúp Zaragoza lọt vào top 6 La Liga mùa bóng 2006-2007. Và anh cũng đã có trận thi đấu đáng nhớ gặp lại đội bóng cũ Valencia tại sân Mestella.
Tất nhiên Aimar chưa thể thực sự trở lại phong độ đỉnh cao như khi chơi cho Valencia trong mùa bóng 2003 - 2004 và một mình Aimar không thể đỡ nổi cho cả một tập thể sa sút thê thảm mùa bóng tiếp theo, kết quả là trong mùa bóng 2007 – 2008, câu lạc bộ này chỉ xếp ở vị trí 18 trên bảng xếp hạng La Liga, đồng nghĩa với việc phải xuống hạng. Tất nhiên việc xuống hạng của câu lạc bộ này kéo theo vấn đền về tài chính và khiến Zaragoza buộc phải rao bán một trong những ngôi sao sáng nhất của mình.
Trong quá trình Zaragoza rao bán Aimar đã có hàng loạt các câu lạc bộ có tên tuổi ở châu Âu quan tâm, đeo đuổi chàng tiền vệ này. Một loạt các câu lạc bộ châu Âu hết sức quan tâm. Lúc đó câu lạc bộ anh có ý định chuyển đến chơi là Newcastle ở giải Premier League, anh muốn chơi cho một giải đỉnh cao thay vì phải chơi ở giải hạng hai. Người đại diện của cầu thủ này công khai với báo giới về ý định của anh cũng như thông tin Newcastle muốn có được chữ ký của anh để có thể có một hộ công cho cặp tiền đạo Obafemi Martins và Michael Owen vì khả năng khả năng kiến tạo và dẫn dắt trận đấu của Aimar đã được kiểm chứng.
Câu lạc bộ Portsmouth, đội bóng của huấn luyện viên Harry Redknapp cũng đã đồng ý trả 7 triệu bảng để có được cầu thủ kiến tạo này để tăng cường sức tấn công cho hàng tiền đạo khi có 1 nhà kiến thiết ở giữa sân. Tuy nhiên qua nhiều vụ thương lượng, đàm phán liên tục cuối cùng thì Aimar không về chơi cho giải Premier League như anh vẫn để ngỏ khả năng mà quyết định chuyển đến chơi cho Benfica, một đội bóng của Bồ Đào Nha. Huấn luyện viên trưởng của Everton, David Moyes đang có ý định chi ngân sách để đưa anh về đội bóng vùng Merseyside. Ông Moyes muốn bổ sung cho Everton một cầu thủ có chất lượng tốt để củng cố mục tiêu lọt vào top 4 của Premier League mùa giải tiếp theo. Aimar có thể sẽ là sự bổ sung rất cần thiết khi mà Tim Cahill luôn phải vật lộn với chấn thương còn tương lai của Mikel Arteta hiện không rõ ràng.

### Benfica

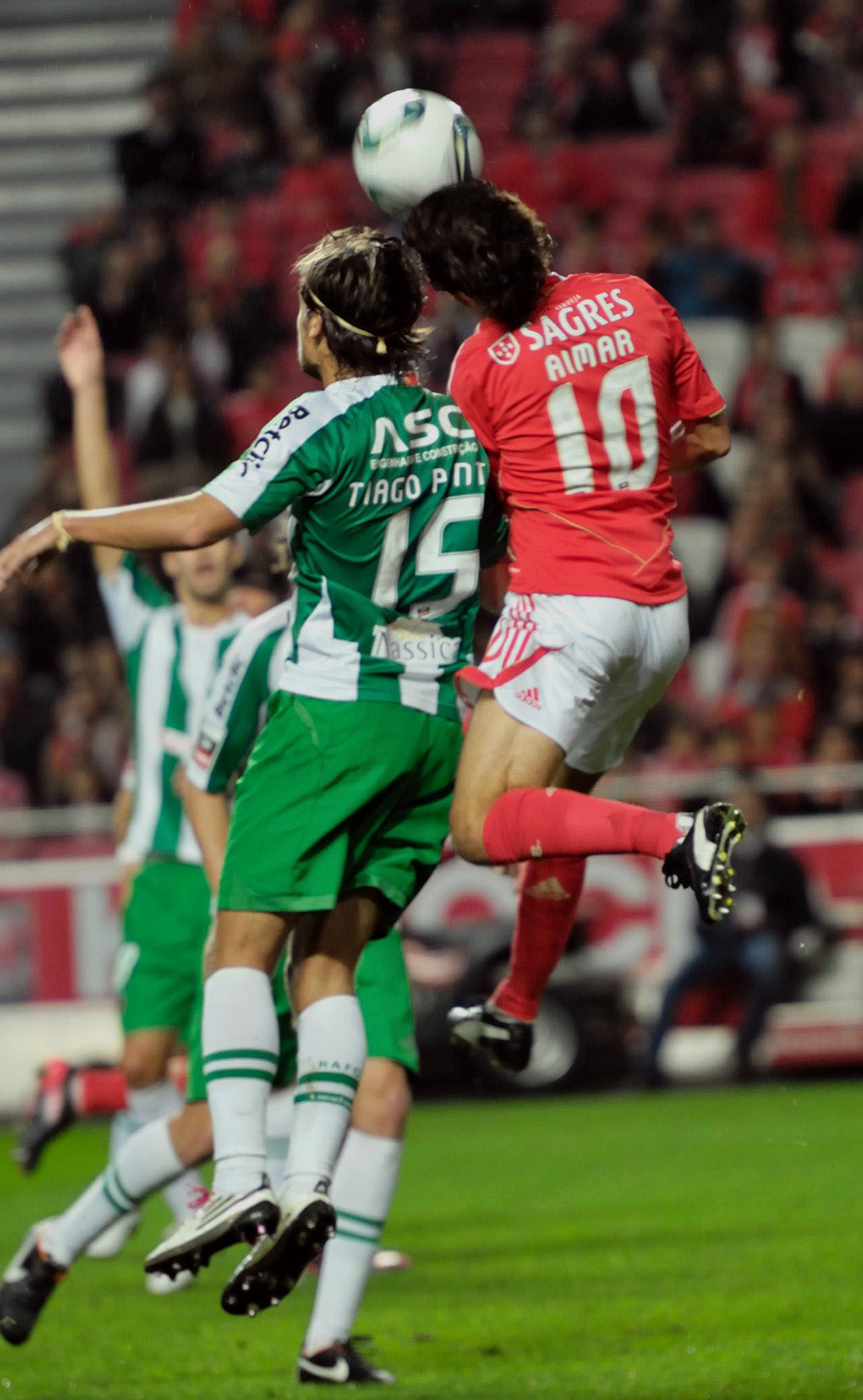
Aimar đang thi đấu cho Benfica

Sau khi chia tay Valencia, Pablo Aimar đã chuyển đến chơi cho Zaragoza trước khi quyết định đầu quân cho Benfica vào ngày năm 2008 và cùng đội bóng này vô địch quốc gia vào năm 2010, sau 5 năm chờ đợi. Anh đã ghi được 11 bàn thắng sau 74 lần ra sân trong màu áo Benfica và luôn được đánh giá cao ở khả năng kiến tạo cũng như dẫn dắt trận đấu.
Cuối cùng thì Aimar đã quyết định rời Real Zaragoza để gia nhập Benfica với một hợp đồng có thời hạn 4 năm và có giá trị khoảng 6,5 triệu Euro. theo hãng tin AFP cho biết hợp đồng kéo dài 4 năm, nhưng hãng tin ESPN lại cho biết chỉ kéo dài 3 năm. Phát biểu sau khi gia nhập đội bóng mới, Pablo Aimar nói: "Mặc dù nhận được rất nhiều lời đề nghị hấp dẫn từ các câu lạc bộ khác, nhưng tôi vẫn hằng ao ước được thi đấu cho Benfica." Aimar cũng không giấu nổi sự vui mừng khi chính thức là thành viên của Benfica, anh cho biết: "May mắn thay, tôi luôn có nhiều sự lựa chọn nhưng tôi luôn luôn muốn chơi cho Benfica".
Với việc anh chuyển đến chơi cho Benfica cùng với người đồng hương là Javier Saviola, đội bóng của Bồ Đào Nha đã có sự khởi sắc mạnh mẽ nhờ lối chơi đầy sáng tạo và đậm chất Nam Mỹ. Và Benfica được cho là đội bóng có lối chơi thiên về tấn công mạnh mẽ nhất châu Âu tại thời điểm đó. Cũng tại thời điểm đó, triết lý bóng đá tấn công của Benfica đã thành công vang dội trong mùa này, khi họ dẫn đầu giải vô địch quốc gia với khoảng cách 11 điểm trước đối thủ là Porto. Ở đấu trường châu Âu, họ cũng đã lọt vào bán kết cúp Europa (Cúp C2 châu Âu trước đó).
Nguyên nhân là Benfica đã sở hữu đến hai "số 10" đáng nể, Pablo Aimar và Javier Saviola - những tài năng lớn đã bị bóng đá đỉnh cao quên lãng. Kể từ khi chuyển sang châu Âu, chưa bao giờ Aimar và Saviola chơi hay như bây giờ. Hai cầu thủ này phối hợp với nhau ăn ý và tạo nên mối nguy hiểm lớn và luôn tuyệt vời về kỹ thuật cá nhân. Họ có lối chơi đẹp mắt thiên về tấn công. Saviola từng phát biểu: "Tôi chưa từng chơi với cầu thủ nào khác có thể biết rõ tôi sẽ di chuyển tới đâu như Aimar". Aimar cũng xác nhận điều đó: "Chúng tôi như thể tâm đầu ý hợp. Cậu ấy luôn di chuyển tới nơi mà tôi nghĩ rằng cậu ấy sẽ chạy tới đó. Và tôi cho rằng cậu ấy cũng có cảm giác như vậy về tôi. Đó là lý do vì sao chúng tôi thích chơi cùng nhau". Chính nhờ sự ăn ý giữa hai ngôi sao này mà Benfica vẫn vững vàng ở vòng bảng Champions League. Aimar cũng đã có cơ hội gặp lại đội bóng Liverpooll trong vòng loại Europa khi 02 đội gặp nhau ở tứ kết
Tuy vậy, Aimar chưa phải đạt phong độ ấn tượng khi chơi cho Benfica, cầu thủ này chỉ ghi 7 bàn trong 55 trận ở giải vô địch Bồ Đào Nha và chủ yếu đóng vai trò dẫn dắt đồng đội và kiến thiết cơ hội ghi bàn. Tuy vậy trong một trấn đấu gặp Pacos Ferreira ở giải vô địch Bồ Đào Nha diễn ra vào ngày 29 tháng 10 năm 2010, anh đã có màn đi bóng solo dứt điểm đẹp mắt và đẳng cấp khi anh cầm bóng từ phần sân nhà và bằng kỹ thuật hoàn hảo và tốc độ của mình vượt qua bốn cầu thủ đối phương rồi dứt điểm mạnh từ ngoài vòng cấm địa, bóng đi xoáy vòng cùng vào lưới. đây là pha solo mang phong cách của Maradona và bàn thắng có thể đưa vào sách giáo khoa bóng đá vì tính mẫu mực của nó.
Vẫn đang chơi cho Benfica nhưng đến năm 2010 có nhiều thông tin đăng tải cho rằng Aimar đang chuẩn bị rời khỏi Benfica để sang thi đấu cho giải Vô địch quốc gia Italia. Khi có đến hai câu lạc bộ đại gia ở giải này là Lazio và Inter Milan đang đánh tiếng muốn có được sự phục vụ của Aimar. Theo người đại diện của anh thì thân chủ của ông đang được Biancocelesti liên hệ. Câu lạc bộ này đã có những lời đề nghị rất hấp dẫn dành cho cầu thủ 30 tuổi này và họ rất muốn đưa Aimar về Stadio Olympico bởi đội hình của Lazio hiện tại không có một ngôi sao dẫn dắt nào xứng tầm.
Người đại diện của Aimar là Gustavo Mascardi trả lời trên Il Corriere Dello Sport: "Chủ tịch Claudio Lotito đã có liên hệ với tôi và hỏi thăm tình hình của Aimar khá cặn kẽ. Chúng tôi đang sắp xếp lịch hẹn vào tháng 11 tới để bàn thảo kỹ hơn về vấn đề này". Theo giới báo chí thì Aimar cũng rất muốn được chơi bóng ở Serie A sẽ là một lợi thế giúp cho anh duy trì được phong độ đỉnh cao qua đó đảm bảo cho mình tấm vé được tham dự World Cup 2010 trong màu áo Đội tuyển Argentina. Tuy vậy, hợp đồng hiện tại của cầu thủ này với đội bóng Bồ Đào Nha còn thời hạn tới năm 2012, nếu như Lazio muốn có thể chiêu mộ Aimar thì họ phải bỏ ra đủ 20 triệu euro để mua lại hợp đồng của cầu thủ này đây được coi là một con số "khá chát" với một cầu thủ đã 30 tuổi.
Bên cạnh đó, một câu lạc bộ khác ở Italia là Inter Milan cũng nhắm đến Aimar. Anh là mục tiêu mới nhất đã lọt vào "mắt xanh" của Jose Mourinho. Tuy vậy việc chuyển nhượng này sẽ không khả quan khi Pablo Aimar vẫn đang nằm trong kế hoạch lâu dài của Benfica.

#### Năm 2011
Trong năm 2011, dấu ấn của Pablo Aimar để lại cho câu lạc bộ là sự tỏa sáng trong trận gặp MU trong giải Champions League. Phát biểu trước trận ra quân tại đấu trường Champions League, huấn luyện viên Alex Ferguson tỏ ra lo lắng khi cho biết tiền vệ Pablo Aimar của Benfica là mối đe dọa thường trực đối với Manchester United. Ông nói: "Chúng tôi biết rất rõ về Pablo Aimar khi còn chơi cho Valencia một vài năm trước đây. Anh ấy là một cầu thủ tài năng". Cầu thủ nguy hiểm nhất của Benfica đã từng đối đầu Manchester United trong mùa giải 2000-2001, trong hai lần gặp nhau đó, Valencia và Quỷ đỏ, bất phân thắng bại. Đúng như sự lo lắng của vị huấn luyện viên này, bàn thắng của Aimar ghi vào lưới Man Utd không chỉ giúp Benfica có được trận hoà 2-2 đồng thời nó còn vô cùng ý nghĩa đối với Pablo Aimar. Cầu thủ này sau đấy đã được một số đội bóng Anh mời về thi đấu. Một lý do khác khiến Aimar có sức hấp dẫn hơn là tiền vệ này sẽ là cầu thủ tự do vào mùa Hè tới. Anh được báo giới một lần nữa đánh giá là "món hời" trong chuyển nhượng.
Ngày 6 tháng 6 năm 2013, sau 179 trận và ghi được 17 bàn cho Benfica, Aimar ở độ tuổi 33 tuyên bố rời Benfica và gửi lời cảm ơn đến câu lạc bộ cho năm năm tuyệt vời trong sự nghiệp.

### Johor Darul Takzim
Ngày 7 tháng 8 năm 2013, chủ tịch Tunku Ismail Ibrahim của câu lạc bộ Malaysia Johor Darul Takzim F.C. tuyên bố chính thức Aimar đã ký hợp đồng có thời hạn một năm với câu lạc bộ.

## Sự nghiệp đội tuyển quốc gia
Với tài năng của mình, Aimar nhanh chóng được triệu tập vào đội hình trẻ và đội tuyển quốc gia Argentina tham dự các giải đấu lớn trên thế giới. Aimar cũng đã có những đóng góp nhất định trong lối chơi và thành tích của đội tuyển quốc gia. Nhưng những đóng góp này chưa tương xứng với sự kỳ vọng của người hâm mộ dành cho anh ở cấp độ đội tuyển. Trong sự nghiệp thi đấu của mình, Aimar là thành viên trong đội hình đội tuyển U20 Argentina đoạt chức vô địch Giải trẻ Thế giới năm 1997. Pablo Aimar cũng đã sút tung lưới đối phương 8 lần trong tổng số 51 trận khoác áo đội tuyển quốc gia Argentina và đã cùng đội bóng này lọt vào tứ kết World Cup 2006. và cũng là nhân tố quan trọng trong việc đưa đội tuyển Argentina vượt qua cửa tử để góp mặt tại Vòng chung kết bóng đá thế giới năm 2010 tại Nam Phi

### Wold Cup 2006
Trong trận gặp đội tuyển Brasil trong vòng loại Wold Cup 2006 trên sân Belo Horizonte của Brasil thật sự là một kỷ niệm không vui đối với anh vì đội nhà đã thua tan tác trước kình địch. Trong trận đấu đó, Pablo Aimar cũng chưa hoàn toàn bình phục để có thể ra sân ngay từ đầu. Thiếu một cầu thủ dẫn dắt thực thụ, Argentina triển khai tấn công thiếu mạch lạc.
Trong vòng chung kết World Cup 2006 tại Đức, Aimar cũng ít có cơ hội được ra sân do phải chấp nhận vai trò dự bị cho cầu thủ Riquelme. Anh đã kịp bình phục chấn thương dính phải trước đó nhưng anh chỉ có thể đánh bóng băng ghế dự bị. Huấn luyện viên José Pekerman thích dùng Riquelme và thần đồng Messi hơn là Aimar cho vị trí tiền vệ công.
Trước đó giới chuyên môn nhận định rằng, Pekerman sẽ kết hợp giữa một Riquleme tinh quái với khả năng kiến tạo cùng một Aimar khéo léo, chịu khó di chuyển phát xuất từ thiên hướng tấn công bẩm sinh của một tiền vệ năng nổ, tầm quan sát tốt, phản ứng nhanh nhạy, cũng như khả năng kiểm soát bóng đẳng cấp của bộ đôi này.

### Copa Cup 2007
Tại Copa Cup năm 2007, trong trận mở màn gặp đội tuyển Mỹ ở trận mở màn, Argentina đã chơi khá bế tắc ở hiệp 1 và để đối thủ cầm chân 1-1 sau giờ nghỉ. Sang hiệp hai, khi Basile tung Aimar vào sân thay Cambiasso, trong vòng 31 phút mà Aimar chơi cạnh Messi, Albiceleste đã chơi sinh động hẳn lên và "Chú hề nhỏ" đã ghi được 1 bàn thắng quý giá.
Nhưng tại giải này, Argentina vẫn không đạt được kết quả như mong muốn, họ thi đấu không được tốt, Aimar cũng không phát huy hết được sở trường của mình để thực sự trở thành một người dẫn dắt lối chơi cho toàn đội.

### World Cup 2010
Đến World Cup 2010, ngay từ chiến dịch vòng loại, huấn luyện viên Maradona đã bất ngờ triệu tập Pablo Aimar vào đội hình thi đấu bất chất cầu thủ này đã lớn tuổi (31 tuổi) và đã qua thời kỳ đỉnh cao phong độ mặc dù có biểu hiện phục hồi khi chơi ở Benfica. Đây được coi là giải pháp sử dụng những nhân tố mới (Pablo Aimar trở lại lần đầu sau hơn 2 năm). Rất nhiều người đã hoài nghi vào quyết định triệu tập Pablo Aimar và Martin Palermo của huấn luyện viên Maradona. Việc bất ngờ gọi Pablo Aimar, cầu thủ đã không chơi cho đội tuyển hơn 2 năm qua và "gã điên" Palermo khiến Maradona khiến tất cả ngỡ ngàng ông bị gọi là "kẻ điên khùng". Tuy vậy việc gọi Aimar vào đội hình đã góp phần tạo hưng phấn cho Messi, anh tỏ ra rất phấn khởi khi tiền vệ Pablo Aimar vừa được Diego Maradona gọi trở lại đội tuyển Argentina. Anh phát biểu trên Goal.com: "Tôi rất thích lối đá của Pablo Aimar, hy vọng khi được thi đấu cùng nhau, chúng tôi sẽ giúp Argentina giành được số điểm tối đa trong 2 trận đấu sắp tới ở vòng loại World Cup 2010".
Và không phụ lòng tin tưởng của Maradona, Pablo Aimar đã có một trận đấu có thể nói là xuất sắc và đáng nhớ nhất của anh khi khoác áo đội tuyển quốc gia. Đó là trận đấu mang tính quyết định với Peru trong việc giành tấm vé vào chơi ở vòng chung kết World Cup 2010 tại sân nhà của Argentina là Monumental. Dù Aimar chỉ đá được 75 phút, do thể lực vẫn là điểm yếu cố hữu của anh, nhưng tờ Goal vẫn dành cho "chú hề" điểm số 7,5 (cao nhất trong số những người đá chính).
Ở trận đấu này, Pablo Aimar ra sân trong đội hình xuất phát. Như thường lệ, anh giữ vai trò kiến thiết ngay sau hai tiền đạo Higuaín và Messi. Ngay phút thứ 9, Aimar có pha tạt bóng chuẩn xác cho Gabriel Heinze bật cao đánh đầu, đang tiếc là bóng lại đi chệch cột dọc. Bộ đôi đang chơi cho Benfica, Aimar và Di Maria đã chơi xuất sắc giúp Argentina có được thế trận ổn định ở giữa sân nhưng họ vẫn thiếu một chân sút có thể cụ thể hóa các cơ hội thành bàn thắng. Cuối hiệp 1, Argentina lại có một cơ hội rõ rệt khác khi Aimar lại một lần nữa chuyền bóng chuẩn xác cho Di Maria tung cú vô lê, đáng tiếc là bóng đi sạt cột dọc trong gang tấc.
Phải sang tận đầu hiệp 2, Argentina tăng tốc và bất ngờ có được bàn thắng ở phút 47. Aimar có một pha chọc khe thông minh và tinh tế cho Higuain băng xuống dứt điểm lạnh lùng hạ gục thủ môn Butron mở tỉ số cho cho Argentina. Vì điểm yếu về thể lực, Aimar rời sân khi Argentina đang dẫn trước 1-0 và anh đã phải chứng kiến đội nhà bị tra tấn suốt những phút sau đó. Phút thứ 89, Vargas tung cú sút từ ngoài vòng cấm để Rengifo dũng mãnh băng vào đánh đầu cắt mặt đánh bại Romero, san bằng tỷ số 1-1 
Argentina tràn lên tấn công và đúng vào phút bù giờ thứ 3, từ tình huống lộn xộn trong vòng cấm địa Peru, Heinze sút bóng chìm đi lập bập đến đúng chân Palermo. Và "gã khùng" dễ dàng đệm bóng vào khung thành trống, ấn định thắng lợi kịch tính 2-1 cho Albiceleste và đem về 3 điểm nghẹt thở cho Argentina.
Trong trận đấu này, người hâm mộ đã được chứng kiến sự trở lại ấn tượng của hai cầu thủ từng gây thất vọng trong quá khứ là Aimar và Palermo. Việc Argentina dự World Cup 2010 có sự đóng góp lớn lao của "chú hề" Pablo Aimar.
Mặc dù vậy trong trận gặp Uruguay, anh không được ra sân mà phải nhường chỗ cho Veron. Dù Pablo Aimar chơi khá tốt, được đánh giá cao nhất trong số các cầu thủ Argentina thi đấu với Peru, nhưng Maradona tuyên bố tiền vệ Veron (hết hạn treo giò) sẽ có mặt trong trận đấu với Uruguay. Việc này có thể đồng nghĩa với Pablo Aimar sẽ phải ngồi dự bị, vì anh đá cùng vị trí với Veron.
Điều đáng nói là do xung khắc với Riquelme nên Maradona đã chọn Veron làm người cầm nhịp ở tuyến giữa trong các trận đấu. Song vì cầu thủ này đã gây thất vọng nên Maradona đành quay sang "Chú hề nhỏ", (lúc này đã tròn 30 tuổi) và đang có phong độ khá tốt trong màu áo Benfica cho trận đấu sinh tử đó. Sau đó dù Aimar đá tốt nhưng Maradona vẫn tin dùng Veron.

## Thống kê bàn thắng
Trong quá trình thi đấu, tiền vệ tài hoa này đã ghi nhiều bàn thắng cho đội tuyển quốc gia và các câu lạc bộ mà mình thi đấu, dưới đây là thống kê về tổng số bàn thắng mà Aimar đã ghi được.

### Cấp độ đội tuyển
| #  | Ngày                 | Địa điểm                                            | Đối thủ   | Bàn thắng | Tổng tỷ số | Tính chất                       |
| -- | -------------------- | --------------------------------------------------- | --------- | --------- | ---------- | ------------------------------- |
| 1. | 16 tháng 8,2000      | Estadio Monumental, Buenos Aires, Argentina         | Paraguay  | 1–1       | 1–1        | Vòng loại World Cup 2002        |
| 2. | 27 tháng 3 năm 2002  | Geneva, Thụy Sĩ                                     | Cameroon  | 2–1       | 2–2        | Giao hữu (Du đấu)               |
| 3. | 30 tháng 4 năm 2003  | Sân vận động 11 tháng 6, Tripoli, Libya             | Libya     | 3–1       | 3–1        | Giao hữu                        |
| 4. | 6 tháng 9 năm 2003   | Sân vận động River Plate, Buenos Aires, Argentina   | Chile     | 2–0       | 2–2        | Vòng loại World Cup 2006        |
| 5. | 9 tháng 9 năm 2003   | Estadio Olímpico, Caracas, Venezuela                | Venezuela | 1–0       | 3–0        | Vòng loại World Cup 2006        |
| 6. | 15 tháng 11 năm 2003 | Sân vận động River Plate, Buenos Aires, Argentina   | Bolivia   | 3–0       | 3–0        | Vòng loại World Cup 2006        |
| 7. | 29 tháng 6 năm 2005  | Sân vận động Commerzbank Arena, Frankfurt, Đức      | Brasil    | 1–4       | 1–4        | Cúp Liên đoàn các châu lục 2005 |
| 8. | 28 tháng 6 năm 2007  | Estadio José Pachencho Romero, Maracaibo, Venezuela | Hoa Kỳ    | 3–1       | 4–1        | Cúp bóng đá Nam Mỹ 2007         |

| Đội tuyển bóng đá Argentina | Đội tuyển bóng đá Argentina | Đội tuyển bóng đá Argentina |
| Năm                         | Trận                        | Bàn                         |
| --------------------------- | --------------------------- | --------------------------- |
| 1999                        | 2                           | 0                           |
| 2000                        | 5                           | 1                           |
| 2001                        | 7                           | 0                           |
| 2002                        | 6                           | 1                           |
| 2003                        | 9                           | 4                           |
| 2004                        | 2                           | 0                           |
| 2005                        | 6                           | 1                           |
| 2006                        | 6                           | 0                           |
| 2007                        | 7                           | 1                           |
| 2008                        | 0                           | 0                           |
| 2009                        | 1                           | 0                           |
| Tổng cộng                   | 51                          | 8                           |

### Cấp độ câu lạc bộ
| Câu lạc bộ             | Mùa bóng            | Giải vô địch               | Giải vô địch | Giải vô địch | Cúp     | Cúp       | Châu lục | Châu lục  | Khác    | Khác      | Tổng cộng | Tổng cộng |
| Câu lạc bộ             | Mùa bóng            | Giải đấu                   | Số trận      | Bàn thắng    | Số trận | Bàn thắng | Số trận  | Bàn thắng | Số trận | Bàn thắng | Số trận   | Bàn thắng |
| ---------------------- | ------------------- | -------------------------- | ------------ | ------------ | ------- | --------- | -------- | --------- | ------- | --------- | --------- | --------- |
| River Plate            | 1995–96             | Argentine Primera División | 1            | 0            | —       | —         | —        | —         | —       | —         | 1         | 0         |
| River Plate            | 1996–97             | Argentine Primera División | —            | —            | —       | —         | —        | —         | —       | —         | 0         | 0         |
| River Plate            | 1997–98             | Argentine Primera División | 16           | 4            | —       | —         | 7        | 2         | —       | —         | 23        | 6         |
| River Plate            | 1998–99             | Argentine Primera División | 18           | 2            | —       | —         | 9        | 1         | —       | —         | 27        | 3         |
| River Plate            | 1999–00             | Argentine Primera División | 33           | 13           | —       | —         | 8        | 3         | —       | —         | 41        | 16        |
| River Plate            | 2000–01             | Argentine Primera División | 15           | 4            | —       | —         | 5        | 1         | —       | —         | 20        | 5         |
| River Plate            | Tổng cộng           | Tổng cộng                  | 83           | 23           | 0       | 0         | 29       | 7         | 0       | 0         | 112       | 30        |
| Valencia               | 2000–01             | La Liga                    | 10           | 2            | —       | —         | 8        | 0         | —       | —         | 18        | 2         |
| Valencia               | 2001–02             | La Liga                    | 33           | 4            | 1       | 0         | 6        | 2         | —       | —         | 40        | 6         |
| Valencia               | 2002–03             | La Liga                    | 31           | 8            | 4       | 0         | 11       | 3         | —       | —         | 46        | 11        |
| Valencia               | 2003–04             | La Liga                    | 25           | 4            | 5       | 0         | 8        | 0         | —       | —         | 38        | 4         |
| Valencia               | 2004–05             | La Liga                    | 31           | 4            | 2       | 0         | 6        | 2         | —       | —         | 39        | 6         |
| Valencia               | 2005–06             | La Liga                    | 32           | 5            | 2       | 0         | 1        | 0         | —       | —         | 35        | 5         |
| Valencia               | Tổng cộng           | Tổng cộng                  | 162          | 27           | 13      | 0         | 40       | 7         | —       | —         | 216       | 34        |
| Zaragoza               | 2006–07             | La Liga                    | 31           | 5            | 1       | 0         | —        | —         | —       | —         | 32        | 5         |
| Zaragoza               | 2007–08             | La Liga                    | 22           | 0            | 2       | 0         | 1        | 0         | —       | —         | 25        | 0         |
| Zaragoza               | Tổng cộng           | Tổng cộng                  | 53           | 5            | 3       | 0         | 1        | 0         | —       | —         | 57        | 5         |
| Benfica                | 2008–09             | Primeira Liga              | 22           | 1            | 2       | 0         | 1        | 0         | 4       | 1         | 29        | 2         |
| Benfica                | 2009–10             | Primeira Liga              | 25           | 4            | 1       | 0         | 11       | 1         | 4       | 0         | 41        | 5         |
| Benfica                | 2010–11             | Primeira Liga              | 23           | 5            | 6       | 1         | 12       | 1         | 5       | 0         | 46        | 7         |
| Benfica                | 2011–12             | Primeira Liga              | 24           | 2            | 2       | 0         | 12       | 1         | 4       | 0         | 42        | 3         |
| Benfica                | 2012–13             | Primeira Liga              | 13           | 0            | 3       | 0         | 3        | 0         | 2       | 0         | 21        | 0         |
| Benfica                | Tổng cộng           | Tổng cộng                  | 107          | 12           | 14      | 1         | 39       | 3         | 18      | 1         | 179       | 17        |
| Johor Darul Ta'zim     | 2014                | Malaysia Super League      | 8            | 2            | 0       | 0         | —        | —         | —       | —         | 8         | 2         |
| Johor Darul Ta'zim     | Tổng cộng           | Tổng cộng                  | 8            | 2            | 0       | 0         | 0        | 0         | 0       | 0         | 8         | 2         |
| River Plate            | 2015                | Argentine Primera División | 1            | 0            | 1       | 0         | 0        | 0         | 0       | 0         | 2         | 0         |
| Estudiantes Río Cuarto | 2017–18             | Torneo Federal A           | —            | —            | 1       | 0         | —        | —         | —       | —         | 1         | 0         |
| Tổng cộng sự nghiệp    | Tổng cộng sự nghiệp | Tổng cộng sự nghiệp        | 413          | 67           | 32      | 1         | 101      | 17        | 18      | 1         | 566       | 86        |

1. ↑  Bao gồm các giải Copa del Rey, Supercopa de España, Taça de Portugal, and Copa Argentina
2. ↑  Bao gồm các giải Copa Libertadores, Supercopa Sudamericana, Copa Mercosur, UEFA Champions League, UEFA Cup, UEFA Super Cup, and UEFA Intertoto Cup
3. ↑  Bao gồm các giải Taça da Liga, and Supertaça Cândido de Oliveira
4. ↑  Bao gồm 2 lần ra sân ở Supercopa de España
5. ↑  Bao gồm 1 lần ra sân ở Supercopa de España
6. ↑  Bao gồm 1 lần ra sân ở Supertaça Cândido de Oliveira

## Danh hiệu

### Cầu thủ
River Plate
- Primera División: 1997 Apertura, 1999 Apertura, 2000 Clausura
- Supercopa Sudamericana: 1997
- Recopa Sudamericana: Á quân 1997

Valencia
- La Liga: 2001–02, 2003–04
- UEFA Cup: 2003–04
- UEFA Super Cup: 2004
- Supercopa de España: Á quân 2002, 2004
- UEFA Champions League: Á quân 2000–01

Benfica
- Primeira Liga: 2009–10
- Taça da Liga: 2008–09, 2009–10, 2010–11, 2011–12
- UEFA Europa League: Á quân 2012–13
- Taça de Portugal: Á quân 2012–13
- Supertaça Cândido de Oliveira: Á quân 2010

Johor Darul Ta’zim
- Malaysian Super League: 2014

U17 Argentina
- South American Under-17 Football Championship: Á quân 1995
- FIFA U-17 World Cup: Hạng ba 1995

U20 Argentina
- South American Youth Championship: 1997, 1999
- FIFA World Youth Championship: 1997

Đội tuyển Argentina
- FIFA Confederations Cup: Á quân 2005[40]
- Copa América: Á quân 2007[41]